# 石上寺 (天理市)
石上寺（いそのかみでら）は、現在の奈良県天理市付近にあった仏教寺院。場所について諸説ある。
- 天理市北部の字石上にあった在原業平の居所に建立された在原寺（不退寺）とする説がある。
- 石上神宮がある布留にあった遍昭僧正（816年―890年）建立の寺院石上布留村の良因寺（現在は廃寺で跡に厳島神社が建つ。）とする説がある。
  - 「続日本後紀」の承和元年（834年）の項、「護命卒伝」ですでに石上寺の名が見え矛盾がある。